# レッペ反応
レッペ反応（Reppe reaction）とは高圧アセチレンを原料とした種々の有用な化合物を合成する反応。一連の反応を合わせて レッペ合成 と呼ぶ。
ドイツ・BASFのヴァルター・レッペらが1930年代から40年代にかけて発展させた。ビニル化（1930年公表）、エチニル化（1937年公表）、環化重合（1940年、1944年公表）、カルボニル化（1939年公表）の四つに大別される。アセチレンの圧縮は爆発の危険を伴うため、レッペはネジ式キャップ付きのステンレス球（「レッペグラス」）を開発することでこれらの反応を成功させた。
レッペ反応は、当時のドイツにおいて合成樹脂・合成ゴム・化学繊維の原料製造に重要な役割を果たした。ただし第二次世界大戦後は、資源の主役が石炭から石油に代わり、アセチレンの入手が困難になったためレッペ反応の大部分は用いられなくなった。 

## ビニル化
アセチレンとアルコールからアルカリ触媒によって加圧下にビニルエーテルやビニルアミンを生成する。触媒が亜鉛塩の場合はビニルエステルを生ずる。 

## エチニル化
アセチレンとアルデヒドから銅(I)アセチリド触媒によってプロパルギルアルコール誘導体を生成する反応。 
下記の反応式ではアセチレンと2当量のホルムアルデヒドを反応させ、1,4-ブチンジオールを生成する。
HC≡CH + 2 HCHO → HOCH2C≡CCH2OH

## カルボニル化
アセチレンと一酸化炭素から臭化ニッケル(II)触媒によってアクリル樹脂やアクリル酸誘導体を生成する反応。

## 環化重合
アセチレンからニッケル錯塩を触媒として加圧下にベンゼン（三分子の場合）やシクロオクタテトラエン（四分子の場合）を生成する反応。 